# Rata d'aigua
La rata d'aigua, rata de séquia o rat-buf (Arvicola sapidus), és l'arvicolí de mida més grossa.

## Noms catalans
Rat-bufot a la Catalunya del Nord; bufó al Priorat, a Lleida, al Pla d'Urgell i a la Ribera d'Ebre, i tau al Delta de l’Ebre i al Delta del Llobregat, xemenera a les comarques gironines i rata de marjal, al País Valencià.

## Descripció
Té el cos robust i allargat, unes orelles arrodonides i curtes, que sobresurten poc entre el pelatge i unes potes també curtes. La cua, de secció circular, fa poc més de la meitat de la llargada del cap i el cos junts.
Pelatge dens, adaptat a la vida semiaquàtica, de color marró fosc tirant a vermellós pel dors, marró groguenc pels flancs i marró grisenc tacat de groc pel ventre. A la regió dorsal, hi té alguns pèls negres.
Dimensions corporals: cap + cos (18-22 cm) i cua (10-14 cm).
Pes: 155-300 g.

## Hàbitat
Viu a prop de l'aigua dolça, sia corrent o estancada, sempre que les ribes siguin cobertes d'abundant vegetació herbàcia i la terra dels marges sigui prou tova per a poder-hi excavar galeries. També se la pot localitzar, però, en altres llocs humits, com maresmes, prats humits i zones torboses fins als 2.300 m d'altitud. Viu a la península Ibèrica i França.

## Costums
És una espècie solitària que és activa tant de dia com de nit, però és més fàcil d'observar durant les hores diürnes, entre la vegetació de la riba o bé dins l'aigua. Bona nedadora, se la pot veure capbussar-se amb facilitat.
Fa el niu en un cau subterrani que excava entre les arrels d'un arbre proper a la riba, no gaire complicat, però amb diverses entrades.

## Rastre
S'alimenta sempre als mateixos llocs, on deixa trossos, tots de la mateixa mida, de tija de boga, canyes, canyissos, joncs i altres plantes aquàtiques que constitueixen la base de la seva alimentació.
També es pot intentar localitzar el llit que es fabrica per a descansar durant les hores diürnes: un pilonet d'herbes seques, de forma més o menys esfèrica, amagat entre la vegetació de la riba.

## Espècies semblants
La rata talpera té un aspecte més gràcil, el pelatge sense tons rogencs i la cua relativament més curta (no arriba a la meitat de la longitud del cap més el cos).

## Gastronomia
La carn de la rata d'aigua té un gust similar a la carn de conill i tradicionalment s'emprava en l'elaboració de la paella valenciana.